# Melipona micheneri
Melipona micheneri là một loài Hymenoptera trong họ Apidae. Loài này được Schwarz mô tả khoa học năm 1951.